# 5642 Bobbywilliams
5642 Bobbywilliams è un asteroide areosecante. Scoperto nel 1990, presenta un'orbita caratterizzata da un semiasse maggiore pari a 2,3152243 au e da un'eccentricità di 0,3334042, inclinata di 24,95871° rispetto all'eclittica.
L'asteroide è dedicato allo statunitense Bobby G. Williams, esperto di navigazione di sonde spaziali.